# Фадин, Александр Михайлович
Александр Михайлович Фадин (10 октября 1924 — 10 ноября 2011) — советский и российский офицер, в годы Великой Отечественной войны — командир танка Т-34 207-го танкового батальона 22-й гвардейской танковой бригады 5-го гвардейского танкового корпуса, гвардии полковник в отставке. Герой Российской Федерации.
Кандидат военных наук, профессор Академии военных наук, научный сотрудник Военной академии бронетанковых войск имени Р. Я. Малиновского, старший научный сотрудник Общевойсковой академии Вооружённых Сил Российской Федерации.

## Биография

### Детство, образование
Родился 10 октября 1924 года в деревне Князёвка (ныне Арзамасского района Нижегородской области) в семье портного. Русский . Отец — Михаил Александрович Фадин, портной. Мать — Мария Антоновна Фадина . В 1940 году окончил неполную среднюю школу в городе Арзамас и поступил в Горьковский речной техникум.

### В годы Великой Отечественной войны
С началом Великой Отечественной войны А. М. Фадин добровольцем просился на фронт, однако его не взяли по малолетству. Окончил танковое училище в городе Горький (ныне — Нижний Новгород) и Ленинградскую высшую офицерскую бронетанковую школу.
На фронте с 1943 года. Воевал на Воронежском, 1-м, 2-м и 3-м Украинских фронтах. Участвовал в Курской битве и Белгородско-Харьковской наступательной операции.
Особенно отличился экипаж А. М. Фадина во время «Битвы за Днепр» в Киевской наступательной операции, проведённой в первой половине ноября 1943 года. Целью её было разгромить группировку немецко-фашистских войск в районе Киева и освободить столицу Украины. В конце сентября были захвачены плацдармы на правом берегу Днепра севернее и южнее Киева, дважды предпринимались попытки освободить город, но эти операции желаемого результата не достигли. В войсках царил высокий патриотический подъём, все горели желанием выбросить врага из Киева. 
22-я гвардейская танковая бригада 5-го гвардейского танкового корпуса, в составе которой воевал А. М. Фадин, 5 ноября, завершив вместе с другими войсками прорыв вражеской обороны, перерезала шоссе Киев-Житомир. К утру 6 ноября столица Украины была освобождена. Лейтенант А. М. Фадин, преодолев на своем танке труднодоступный участок лесисто-болотистой местности, одним из первых ворвался в Киев, уничтожив своим огнём два танка, самоходное орудие, несколько станковых пулемётов и истребив не один десяток солдат противника. Бой шёл на окраине города. На перекрестке двух улиц вдруг «ожило» и открыло огонь дымящееся штурмовое орудие противника. Самоходка подожгла соседний танк, который вёл лейтенант Голубев. А. М. Фадин развернул башню своего танка и уничтожил самоходку прямым попаданием в борт.
В декабре 1943 года в бою за Каменные Броды на Правобережной Украине А. М. Фадин лично подбил тяжёлый танк «Тигр» и обеспечил главным силам бригады выгодные условия для развертывания и вступления в бой. А спустя четыре дня в бою за населённый пункт Черняхов его танк, уже будучи подбитым, своим огнём отразил атаку до взвода пехоты, пытавшейся захватить танк. Экипаж А. М. Фадина при этом уничтожил до 20-ти и захватил в плен 13 солдат противника.
В боях за город Тараща в феврале 1944 года А. М. Фадин на своём танке с ходу атаковал и захватил артиллерийскую батарею, не дав ей даже развернуться. Первым ворвался в город, в уличном бою уничтожил тяжёлое самоходное орудие «Фердинанд» и автобус с солдатами и офицерами противника.
А. М. Фадин проявил героизм и личное мужество и при разгроме окружённой Корсунь-Шевченковской группировки противника в феврале 1944 года. Его единственный танк при поддержке 30 пехотинцев в ночной атаке захватил село Дашуковку и удерживал его более пяти часов до подхода главных сил бригады. В этом бою (согласно наградному листу) экипаж А. М. Фадина уничтожил 1 танк, 1 самоходное орудие, до 18 пулемётных точек врага, а также выстрелом из основного орудия танка был сбит немецкий самолёт, курсирующий низко над землёй вдоль телеграфных столбов. Танк А. М. Фадина также был подбит, все члены экипажа получили ранения, башенный стрелок погиб, но оставшиеся в живых раненые танкисты не вышли из боя до подхода подкрепления.
Затем участвовал в Ясско-Кишинёвской операции, в боях по освобождению Румынии, Венгрии, Австрии и Чехословакии.
А. М. Фадин дважды представлялся к присвоению звания Героя Советского Союза. Первый раз его представляли к геройскому званию в ноябре 1943 года за отличие в боях по освобождению Киева. Представление дошло до Военного совета 38-й армии. Командарм К. С. Москаленко и член Военного совета А. А. Епишев приняли решение наградить А. М. Фадина орденом Красного Знамени. Второй раз его представили к геройскому званию в феврале 1944 года за отличие в бою за Дашуковку в Корсунь-Шевченковской операции. Представление дошло до Военного совета фронта, однако письменного решения командующий и член Военного совета фронта на наградном листе не оставили, и присвоение геройского звания тогда не состоялось. Был вручён Орден Александра Невского.

### Окончание войны
Закончил войну А. М. Фадин на Дальнем Востоке. В должности командира танковой роты на Забайкальском фронте участвовал в разгроме японской Квантунской армии, успешно преодолевал на своих испытанных боевых машинах горные хребты Большого Хингана, громил врага на огромных просторах Маньчжурии и при овладении Порт-Артуром.

### Послевоенное время
После войны служил в должности командира танкового батальона, заместителя начальника штаба и начальника штаба танкового полка, заместителя командира танкового полка, офицера отдела боевой подготовки штаба Гражданской Обороны Министерства обороны СССР.
В 1964 году был переведён на службу в Военную академию бронетанковых войск на должность начальника строевого отдела академии. В 1967 году был назначен на должность преподавателя кафедры тактики, в которой проработал до 1975 года. В 1975 году защитил диссертацию на соискание учёной степени кандидата военных наук. Решением высшей аттестационной комиссии в 1981 году ему было присвоено звание доцента, а затем профессора Академии военных наук. Являлся автором или соавтором более 40 военно-научных работ.
В 1976—1978 годах находился в служебной командировке в Сирийской Арабской Республике, организовывал подготовку офицеров танковых войск. С 1996 года полковник А. М. Фадин — в отставке.
Указом Президента Российской Федерации от 6 сентября 1996 года «за мужество, героизм и литературный талант, проявленные в борьбе с немецко-фашистскими захватчиками в Великой Отечественной войне 1941—1945 годов», Фадину Александру Михайловичу присвоено звание Героя Российской Федерации с вручением знака особого отличия — медали «Золотая Звезда» (№ 346).
Продолжал работу в Военной академии бронетанковых войск имени Р. Я. Малиновского в должности научного сотрудника научно-исследовательской учебно-методической группы академии. С 1998 года — старший научный сотрудник Центра информационных технологий Общевойсковой академии Вооружённых Сил Российской Федерации. Активно участвовал в военно-патриотической работе.
Жил в Москве. Умер 10 ноября 2011 года. Похоронен на Троекуровском кладбище в Москве.

## Награды и звания
Советские государственные награды:
- Орден Красного Знамени
- Орден Александра Невского
- Орден Красной Звезды
- Орден Отечественной войны I степени
- Орден Отечественной войны II степени
- Орден «За службу Родине в Вооружённых Силах СССР» III степени
- медали, в том числе:
  - Медаль За боевые заслуги
  - Медаль «За взятие Будапешта»
  - Медаль «За взятие Вены»
  - Медаль «За освобождение Праги»

Российские государственные награды и звания:
- Герой Российской Федерации (6 сентября 1996; медаль «Золотая Звезда» № 346)

Словацкие государственные награды:
- Орден Двойного белого креста 2 класса (7 апреля 2010)

## Память

### В компьютерных играх
В компьютерной игре «World of Tanks», а также «World of Tanks Blitz» одна из наград носит название «Медаль Фадина». Присваивается игроку, который последним снарядом в боекомплекте уничтожил последнюю вражескую машину.